# Marc Allégret
Marc Allégret (Bazel, 22 december 1900 - Parijs, 3 november 1973) was een Frans filmregisseur, scenarioschrijver en fotograaf. 

## Leven en werk
Allégret volgde een rechtenopleiding. Hij reisde in de jaren 1920 met André Gide naar Afrika (onder andere naar Belgisch-Congo). Die reis legde hij vast op film. Hij werkte als assistent voor regisseurs Robert Florey en Augusto Genina en maakte zijn langspeeldebuut als regisseur met Mam’zelle Nitouche.(1931). Hij maakte in de jaren 1930, beschouwd als zijn beste periode, onder meer ook Fanny (1932), Lac aux dames (1934, met Simone Simon en Jean-Pierre Aumont), Gribouille (1937, eerste hoofdrol van Michèle Morgan) en Entrée des artistes (1938, met Louis Jouvet).
Allégret stond bekend om zijn technisch kunnen en zijn elegante beelden. Ook was hij sterk in het ontdekken van nieuw talent. Zo stond hij mee aan de wieg van de carrières van Simone Simon, Michèle Morgan, Jean-Pierre Aumont, Danièle Delorme, Gérard Philipe, Odette Joyeux, Jeanne Moreau en Brigitte Bardot.
Hij was de oudere broer van cineast Yves Allégret en dus de oom van Catherine Allégret (haar moeder Simone Signoret leefde een aantal jaren samen met Yves Allégret).
Allégret stierf een natuurlijke dood in 1973. Hij werd 72 jaar.

## Filmografie

### Kortfilms
- 1930 - La Meilleure Bobonne
- 1931 - J'ai quelque chose à vous dire
- 1931 - Attaque nocturne
- 1931 - Le collier
- 1931 - Isolons-nous Gustave
- 1931 - Les Quatre Jambes

### Middellange films
- 1929 - Papoul ou l'Agadadza

### Documentaires
- 1927 - Voyage au Congo
- 1927 - En Tripolitaine (Les Troglodythes)
- 1928 - L'île de Djerba
- 1928 - Les Chemins de fer belges
- 1952 - Avec André Gide
- 1952 - Occultisme et Magie
- 1964 - Pour le plaisir
- 1966 - Bibliothèque d'enfant
- 1966 - Lumière  (korte versie)
- 1967 - L'Exposition 1900
- 1968 - Lumière (middellange versie)
- 1968 - Début de siècle
- 1968 - La Grande-Bretagne et les États-Unis de 1896 à 1900
- 1968 - Jeunesse de France
- 1969 - L'Europe continentale avant 1900
- 1969 - L'Europe méridionale au temps des rois

### Langspeelfilms
- 1931: Mam'zelle Nitouche
- 1931: Les Amours de minuit (regie samen met Augusto Genina)
- 1931: Le Blanc et le Noir (regie samen met Robert Florey, naar het gelijknamige toneelstuk van Sacha Guitry)
- 1932: La Petite Chocolatière
- 1932: Fanny (naar het gelijknamige toneelstuk van Marcel Pagnol)
- 1934: Zouzou
- 1934: L'Hôtel du libre échange (naar het gelijknamige toneelstuk van Georges Feydeau)
- 1934: Lac aux dames (naar de roman Frauensee van Vicki Baum)
- 1934: Sans famille (naar de gelijknamige roman van Hector Malot)
- 1935: Les Beaux Jours
- 1936: Sous les yeux d'Occident (naar de roman Under Western Eyes van Joseph Conrad)
- 1936: Aventure à Paris
- 1936: Les Amants terribles (naar het toneelstuk Private Lives van Noël Coward)
- 1937: Gribouille
- 1937: La Dame de Malacca
- 1937: Andere Welt (Duitse versie van La Dame de Malacca)
- 1938: Orage (naar het toneelstuk Le Venin van Henry Bernstein)
- 1938: Entrée des artistes
- 1939: Le Corsaire (naar het gelijknamige toneelstuk van Marcel Achard, onvoltooid)
- 1941: Parade en 7 nuits
- 1942: L'Arlésienne (naar het gelijknamig toneelstuk van Alphonse Daudet)
- 1942: La Belle Aventure
- 1943: Les Deux timides (regie samen met Marcel Achard en Yves Allégret, maar niet vermeld op de generiek, naar het gelijknamige toneelstuk van Eugène Labiche)
- 1944: Les Petites du quai aux fleurs
- 1945: Félicie Nanteuil (naar de roman Histoire comique van Anatole France)
- 1946: Lunegarde (naar de gelijknamige roman van Pierre Benoit)
- 1946: Pétrus (naar het gelijknamige toneelstuk van Marcel Achard)
- 1948: Jusqu'à ce que mort s'ensuive (Blanche Fury)
- 1950: Maria Chapdelaine (naar de gelijknamige roman van Louis Hémon)
- 1951: Blackmailed
- 1952: La Demoiselle et son revenant (of Oncle Tisane)
- 1953: Julietta (naar de gelijknamige roman van Louise de Vilmorin)
- 1954: L'amante di Paride (regie samen met Edgar G. Ulmer, sketchenfilm)
- 1955: Futures Vedettes (naar de roman Eingang zur Bühne van Vicki Baum)
- 1955: L'Amant de lady Chatterley (naar de roman Lady Chatterley's Lover van  D.H. Lawrence)
- 1956: En effeuillant la marguerite
- 1957: L'Amour est en jeu
- 1958: Sois belle et tais-toi
- 1958: Un drôle de dimanche
- 1959: Les Affreux
- 1961: Les Démons de minuit (regie samen met Charles Gérard)
- 1962: Les Parisiennes (sketchenfilm, sketch Sophie)
- 1963: L'Abominable Homme des douanes
- 1970: Le Bal du comte d'Orgel (naar de gelijknamige roman van Raymond Radiguet)

- Biblioteca Nacional de España: XX5472366
- Bibliothèque nationale de France: cb12114151z (data)
- Gemeinsame Normdatei: 126419531
- International Standard Name Identifier: 0000 0001 0939 7882
- Library of Congress Control Number: no2010078685
- Nationale Bibliotheek van Tsjechië: ola2002113840
- Nationale Bibliotheek van Israël: 987007376092905171
- Nationale Bibliotheek van Polen: a0000002397155
- Nederlandse Thesaurus van Auteursnamen: 073595934
- PIC: 384572
- RKD-Nederlands Instituut voor Kunstgeschiedenis: 382995
- Istituto Centrale per il Catalogo Unico: LO1V180351
- SNAC: w6283stm
- Système universitaire de documentation: 029535247
- Union List of Artist Names: 500067144
- Virtual International Authority File: 120727427
- WorldCat: E39PBJymGbPPmG8hHKh8fGkRrq